# ميكانوستات
الميكانوستات هو نموذج يصف نمو العظام وفقدها. وطوره هارولد فروست، ووُصف النظام بشكلٍ مفصّل في نموذج يوتا للفيزيولوجيا الهيكلية  في ستينيات القرن العشرين. ويُعتبر الميكانوستات نسخةً معدلةً من قانون وولف، الذي وصفه يوليوس وولف (1836–1902).
وطبقًا لنموذج الميكانوستات، يحدث نمو العظام أو فقدانها بسبب التشوه المرن الميكانيكي لأجزاءٍ معينة في العظام. والسبب وراء حدوث التشوه المرن في العظام هو القوى القصوى الناتجة عن العضلات (مثل تلك التي يمكن قياسها باستخدام التخطيط الميكانيكي). تعتبر عملية ملائمة (حلقة التحكم المرتدة) العظام طبقًا للقوى العظمى من العمليات المستمرة مدى الحياة. ومن ثمَّ؛ تعمل العظام على ملاءمة خصائصها الميكانيكية طبقًا للوظيفة الميكانيكية المطلوبة - أي تتم ملاءمة كتلة العظام، وهندستها، وقوة المواد|قوتها (انظر أيضًا مؤشر الإجهاد-الانفعال، (SSI) طبقًا للاستخدامات/الاحتياجات اليومية.
ونتيجةً لوجود حلقة التحكم المشار إليها، تنشأ علاقة خطية في الجسم السليم بين منطقة المقطع العرضي الخاص بالعضلات (كبديل للقوى القصوى النموذجية التي تستطيع العضلة أن تنتجها في الظروف الفيسيولوجية) ومنطقة المقطع العرضي الخاص بالعظام (كبديل لقوة العظام).
وتعد هذه العلاقات ذات أهميةٍ كبرى، خاصةً في حالات فقد العظام مثل تخلخل العظام، حيث يمكن استخدام أحد التمرينات بعد ملاءمته للاستفادة من القوى القصوى الموجودة على العظام لتحفيز نمو العظام؛ وبالتالي القضاء على فقد العظام، أو تقليله. ويعتبر تمرين الاهتزاز أو اهتزاز الجسم كله مثالاً على التدريب الفعال.

## النمذجة وإعادة النمذجة
حدد فروست أربع مناطق للتشوه المرن في العظام، والذي ينتج عنه آثار مختلفة على حلقة التحكم:
- الضمور:
 Strain < حوالي 800 ميكروسترين: إعادة النمذجة (ملاءمة العظام وإصلاحها) تنخفض كتلة العظام وقوتها.
- الحالة التي تمت ملاءمتها:
 strain between ca. 800 ميكروسترين و 1500 ميكروسترين: إعادة النمذجة (إصلاح العظام) تظل كتلة العظام وقوتها ثابتتين (الاستتباب: ارتشاف العظام=تكون العظام)
- الحمل الزائد:
 Strain > حوالي 1500 ميكروستين: النمذجة (نمو العظام) تزداد قوة العظام وكتلتها
- الكسر:
 Strain > حوالي 15000 ميكروستين: يتم تجاوز أقصى حد للتشوه المرن - انكسار العظام.

وطبقًا لهذا النموذج، يتراوح هامش الأمان للعظام النموذجية؛ مثل الظنبوب، بين 5 و7 تقريبًا بين الحمل النموذجي (2000 إلى 3000 ميكروسترين) وحمل الكسر (حوالي 15000 ميكروسترين).

## وحدة: الانفعالE
يُقاس التشوه المرن في العظام بالميكروسترين. 1000ميكروسترين = 0.1% تغير في طول العظام.
- الانفعال E في الطول l والتغير في الطولΔl: {\displaystyle E={\frac {\Delta l}{l}}}

يجب أن نضع في الاعتبار أن قوة العظام تعتمد بشكلٍ كبير على هندسة القوى الفاعلة واتجاهها، فيما يتعلق بتلك الهندسة. فعلى سبيل المثال، يتراوح حمل الكسر للقوى المحورية للظنبوب بين 50 إلى 60 مرة من وزن الجسم تقريبًا. أما حمل الكسر للقوى العمودية على الاتجاه المحوري فيكون أقل بمعدل 10 مرات تقريبًا.
تختلف بدايات مراحل النمذجة وإعادة النمذجة باختلاف أنواع العظام. فمثلاً، تبدأ النمذجة في الظنبوب من 1500 ميكروسترين (0.15% تغير في الطول)، وتقل بداية النمذجة في عظام الجمجمة بسبب العامل من 6 إلى 8. ونظرًا لأن الخصائص المادية للعظام (كمادة) لا تختلف باختلاف نوع العظام، فإن هذا الاختلاف بين بدايات النمذجة يتسبب في زيادة قوة العظام وكتلتها، وبالتالي زيادة عامل الأمان (العلاقة بين حمل الكسر والأحمال النموذجية) في الجمجمة مقارنةً بالظنبوب. وبالتالي، عندما تقل بداية النمذجة، تتسبب نفس القوى النموذجية اليومية في «زيادة كثافة» عظام الجمجمة وقوتها.

## أمثلة
تعتبر الرحلات الطويلة التي يقوم بها رواد الفضاء والملاحون الكونيون، وأيضًا المرضى الذين يعانون من الشلل النصفي بسبب حادثٍ ما أمثلة نموذجية لتأثير القوى القصوى والتشوهات المرنة الناتجة عنها على نمو العظام أو فقدها.
فعلى سبيل المثال، يُعاني المريض المصاب بالشلل النصفي، والذي يستخدم يديه ولا يستخدم ساقيه نظرًا لاستخدامه الكرسي المتحرك، من فقد شديد لعضلات وعظام الساقين فقط بسبب قلة استخدامهما. ومع ذلك، تظل عضلات الذراعين، اللذان يتم استخدامهما يوميًا، وعظامهما، كما هي أو قد تزداد على حسب استخدام المريض لهما.
كما يظهر نفس التأثير في رحلات رواد الفضاء والملاحين الكونيين الطويلة. حيث تظل أذرع هؤلاء الرواد والملاحين بحالتها الطبيعية بينما تنعدم القوى القصوى على عظام السيقان نظرًا لانعدام الجاذبية الأرضية.

## مؤلفات
1. ↑  Frost H.M.: Defining Osteopenias and Osteoporoses: Another View (With Insights From a New Paradigm), Bone 1997, Vol. 20, No. 5, 385-391, ببمد: 9145234
2. 1 2  Frost H.M.: The Utah Paradigm of Skeletal Physiology Vol. 1, ISMNI, 1960
3. 1 2  Frost H.M.: The Utah Paradigm of Skeletal Physiology Vol. 2, ISMNI, 1960
4. ↑  Frost H.M.: The Utah paradigm of skeletal physiology: an overview of its insights for bone, cartilage and collagenous tissue organs, J Bone Miner Metab. 2000; 18:305–316, ببمد: 11052462
5. ↑  Frost H.M., Schoenau E.: The muscle-bone unit in children and adolescents: an overview, 2000, J. Pediatr Endorcrinol Metab 13:571-590, ببمد: 10905381
6. ↑  Schoenau E., NeuC.M., Beck B., Manz F., Rauch F.: Bone Mineral content per Muscle Cross-Sectional Area as an Index of the Functional Muscle-Bone Unit,J Bone Mineral Res, Vol.17, S.1095-1101, 2002, ببمد: 12054165
7. ↑  Schießl H., Frost H.M., Jee W.S.S.: Estrogen and BoneMuscle Strength and Mass Relationships, Bone, Vol.22, S.1-6, 1998, ببمد: 9437507
8. ↑  Eser P. et al.: Relationship between duration of paralysis and bone structure: a pQCT Study of spinal cord injured individuals, Bone, Vol.34, S.869-880, 2004, ببمد: 15121019
9. ↑  Eser P. et al.: Bone Loss and Steady State after Spinal Cord Injury: A Cross Sectional Study Using pQCT, J Muskuloskel Neuron Interact, Vol.4, S.197-198, 2004, ببمد: 15121019
10. ↑  Blottner D., Salanova M., Püttmann B., Schiffl G., Felsenberg D., Buehring B., Rittweger J.: Human skeletal muscle structure and function preserved by vibration muscle exercise following 55 days of bed rest, Eur J. Appl Physiol, 2006, Vol. 97, S. 261-271, دُوِي:10.1007/s00421-006-0160-6 ببمد: 16568340

## وصلات خارجية
- ISMNI - International Society of Musculoskeletal and Neuronal Interactions